# Medalla commemorativa de la Campanya d'Espanya (1936-1939)
La Medalla commemorativa de la Campanya d'Espanya (italià: Medaglia commemorativa della campagna di Spagna) és una medalla de campanya italiana, creada pel Rei Víctor Manuel III, i creada el 6 de juny de 1940 mitjançant el Reial Decret 1244.
Era atorgada als membres del Cos de tropes voluntàries, de la Missió Naval i de l'Aviació Legionària que van formar part del "Tercio Extranjero" a Espanya durant un període mínim de 3 mesos, tot i que no calia que fossin continuats.
En el cas de l'Aviació Legionària el requisit era participar en 3 missions de vol.
La medalla també era concedida per haver estat nomenat o promogut per mèrits de guerra, condecorat al valor militar o amb la creu al mèrit de guerra o per haver estat ferit, indiferentment al període passat al Tercio.
La concessió també s'estenia als membres de la marina mercant per la seva participació a la campanya.
Juntament amb la medalla s'atorgava un diploma acreditatiu.

## Disseny
Una medalla de bronze, de 33mm de diàmetre. Sobre l'anvers, apareix un guerrer nu a cavall, guiat per la Victòria, cavalcant sobre una serp i sobre una falç i un martell, símbols del comunisme.
Al revers, sobre el perfil de la península Ibèrica, apareix el cap de la Medusa alada a la part superior. A la part central apareix la inscripció "GUERRA POR | LA LIBERACIÓN | Y LA UNIDAD DE | ESPAÑA | 17 JULIO 1936", i a sota, l'escut de l'Espanya Nacional.
Penja d'una cinta de 37mm d'ample, formada per 5 franges verticals alternes, 3 vermelles de 6mm cadascuna i 2 de grogues de 6,5mm, amb una franja negra a les puntes de 3mm d'ample.